# 水野善公
水野 善公（みずの よしまさ、5月18日 - ）は、北海道放送（HBC）のアナウンサー。

## 略歴
北海道広尾町出身。元高校球児で二塁手だった。明治大学卒業後、2005年高知さんさんテレビ（KSS）入社。
2009年4月北海道放送へ移籍。同期の堰八紗也佳、高橋友理、室谷香菜子（いずれも新卒入社）とともに同局のアナウンサーになる。

## 担当番組

### テレビ番組
- FNNスピーク（高知さんさんテレビ） - ローカルパートキャスター（木曜・金曜・土曜）
- SUNSUNスーパーニュース（高知さんさんテレビ） - キャスター（土曜）
- スポーツ中継（高知さんさんテレビ）
- 知っとく高知県（高知さんさんテレビ）
- SUNSUNニュース&お天気（高知さんさんテレビ）
- Hana*テレビ（北海道放送） - 特集担当（水曜 → 木曜）
- 侍プロ野球（北海道放送） - 実況、ベンチリポーター
- グッチーの 今日ドキッ!（北海道放送） - 中継担当、「Bravo!ファイターズ」「Bravo!SPORTS」担当
- HBCニュース（北海道放送） - 不定期

### ラジオ番組
- HBCファイターズナイター（HBCラジオ） - ベンチリポーター、実況（2009年10月7日 - ）
- HBCミュージックナイター「フルカウント!」（HBCラジオ） - パーソナリティ（金曜 → 火曜）
- ファイターズDEナイト!（HBCラジオ） - ナイターオフ期のパーソナリティ（金曜 → 火曜）
- 水野よしまさ サタデーフルサウンド（HBCラジオ） - パーソナリティ
- 気分上昇ワイド ナルミッツ!!!（HBCラジオ） - パーソナリティ
- HBCニュース（HBCラジオ） - 不定期